# بيل جاكسون (كاتب)
بيل جاكسون (بالإنجليزية: Bill Jackson)‏ هو كاتب سيناريو أمريكي، ولد في 1 سبتمبر 1935 في أونيونفيل في الولايات المتحدة.

## وصلات خارجية
- بيل جاكسون على موقع IMDb (الإنجليزية)